# Jean II Denis
Pour les articles homonymes, voir Jean Denis et Denis.
Jean (II) Denis est un facteur de clavecins et d’épinettes, né en 1600 et mort en 1672, établi à Paris. Le « II » sert à le distinguer de son père, également prénommé Jean et facteur de clavecins. Il aura lui-même un fils également prénommé Jean (Jean III).

## Biographie
Il fait partie de la dynastie des Denis, des facteurs de clavecins établis à Paris durant cinq générations, entre 1520 à 1705 environ.
Il est fils de Jean I Denis, et lui-même aura trois enfants établis dans ce métier : Jean III (vers 1630 – 1685, marié le 20 juin 1667 avec Marguerite Pinson), Louis (19 septembre 1635 - 1718) et Philippe (vers 1635-1705). Il a également une fille Henriette, baptisée le 10 avril 1641 dont le parrain est Pierre Richard, organiste de l’église Saint-Jean-en-Grève, et une autre fille Edmée, baptisée le 27 septembre 1642 dont le parrain n’est rien moins que Michel de la Guerre, organiste de la Sainte-Chapelle.
Dans la préface de son Traité de l’accord de l’épinette (1650), il déclare avoir été un élève de Florent Bienvenu, organiste de la Sainte-Chapelle de Paris. Le 22 avril 1616 il signe une association avec un joueur d’instruments. Le 18 juin 1628 il est parrain d’un enfant trouvé, et se déclare à l’époque organiste de l'église Saint-Barthélemy de Paris; il l’est encore en 1650. Il demeure rue des Arcis entre 1635 et 1650 au moins.
Il semble s’être établi en Lorraine à la fin de sa carrière : en 1653, c’est lui qui remit à neuf le clavecin de Béatrix de Cusance, duchesse de Lorraine (à moins qu'il n'ait été qu'appelé là-bas pour l'occasion).

## Œuvres

### Instruments

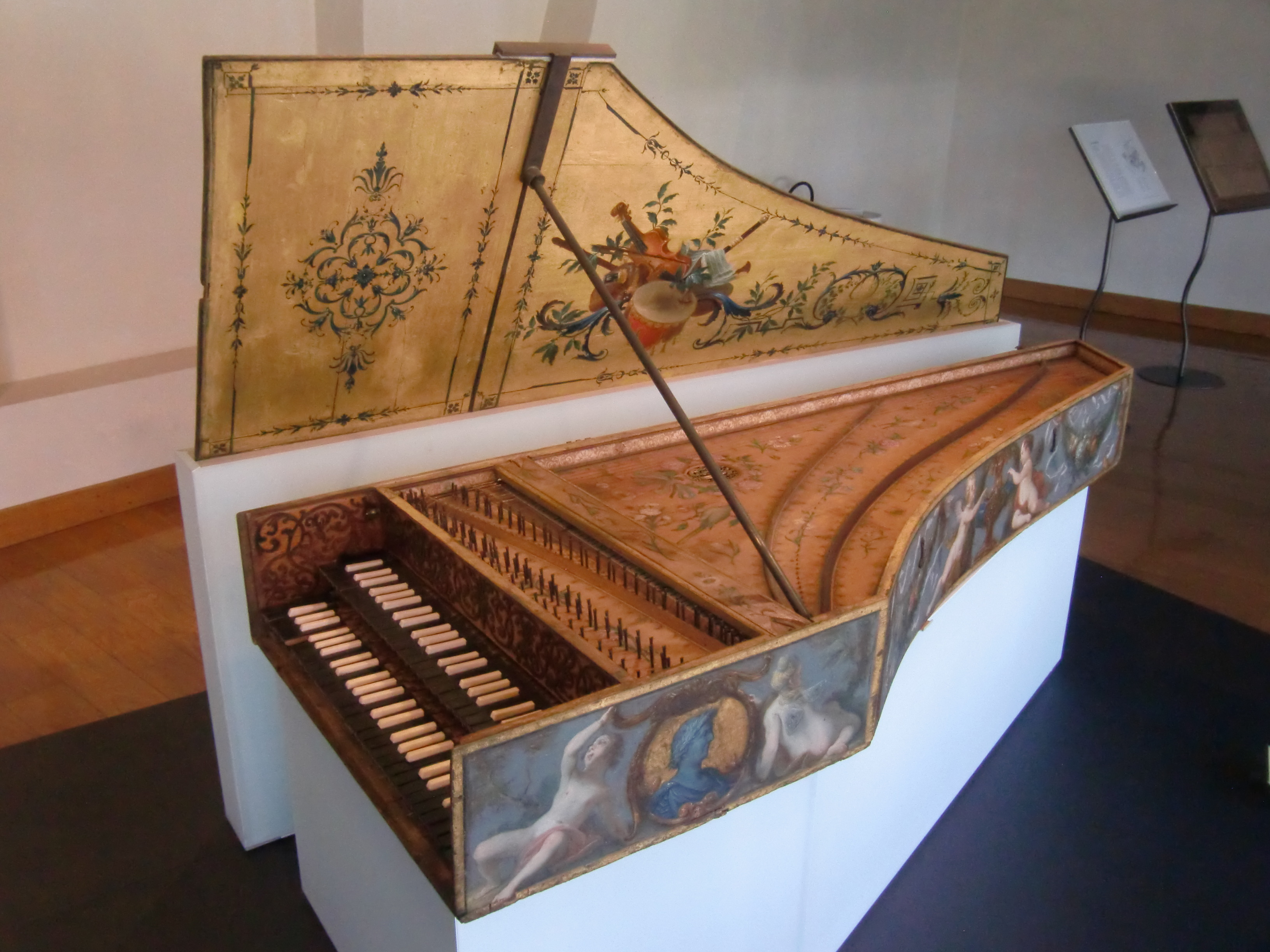
Le clavecin de Jean II Denis (Issoudun, Musée de l'Hospice Saint-Roch).

On possède actuellement deux instruments de Jean II Denis :
- un clavecin daté 1648, conservé à Issoudun, Musée de l'Hospice Saint-Roch. Il est à deux claviers et finement décoré. C’est le plus ancien clavecin français connu[8]. Il a été restauré dans un état de présentation par le facteur Reinhard von Nagel en 2004-2005, tandis qu'une réplique construite par les facteurs Émile Jobin et Julien Bailly a été inaugurée en 2024 (commande de l'association Clavecin en France).
- une épinette rectangulaire datée de Paris, 1667, conservée au Musée municipal Auguste Grasset à Varzy (Nièvre).

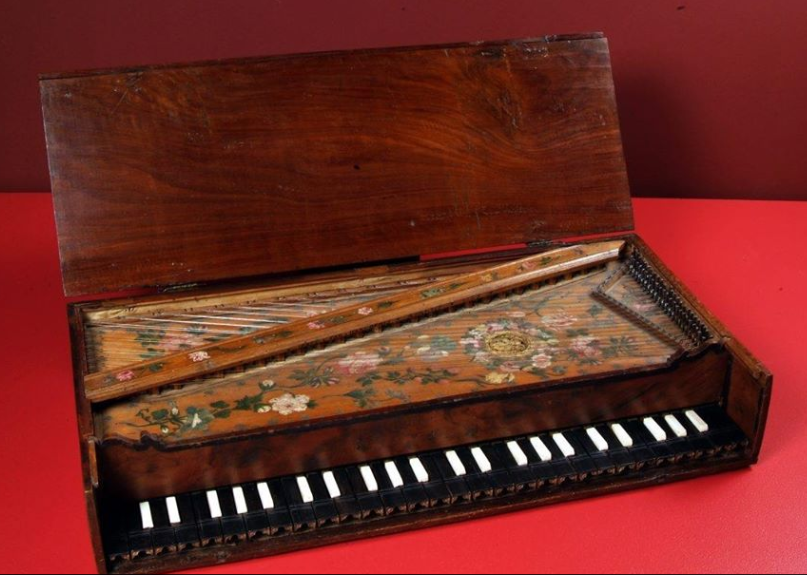
Épinette rectangulaire de Jean II Denis (Musée municipal, Varzy), datée 1667.

### Traité de l’accord de l'épinette

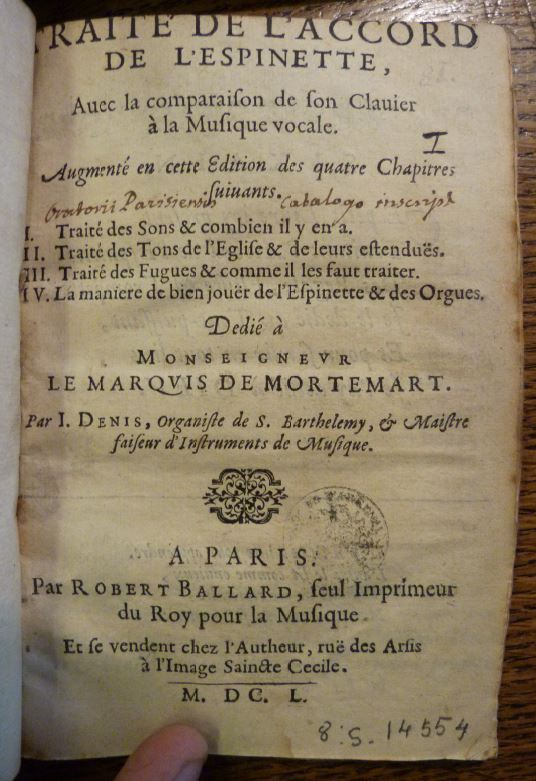
Page de titre du Traité de l'accord de l'épinette, 1650). Paris, Bibl. de l'Arsenal.

- Traité de l’accord de l’épinette. Paris : 1643. 8°. Seul exemplaire connu à Paris, Bibl. Mazarine : 56595(1).
- Traité de l’accord de l’espinette, avec la comparaison de son clavier à la musique vocale. Augmenté en cette édition des quatre chapitres suivants. I. Traité des sons & combien il y en a. II. Traité des tons de l'Eglise & de leurs estenduës. III. Traité des fugues & comme il les faut traiter. IV. La manière de bien jouër de l'espinette & des orgues. Paris : Robert III Ballard, 1650. Petit 4°, 40 p. + 1 pl.

Dédicace au marquis de Mortemart. RISM B-VI p. 259 ; Guillo 2003 n° 1650-A. Neuf exemplaires conservés.
Fac-similé à New York, Da Capo Press, 1969, avec introduction par Alan Curtis, 1987.
Traduction anglaise : Treatise on harpsichord tuning [...] translated and edited by Vincent J. Panetta, Jr. Cambridge : Cambridge University Press, 1987.
Comme le montre son titre, le traité dépasse largement l’accord et le tempérament, allant jusqu’aux modes de la musique d’église (Denis était organiste), l’écriture des fugues et l’interprétation au clavier. La partie théorique du traité est inspirée des théories de Marin Mersenne, comme l’a montré Panetta, et est écrite dans un style assez touffu.

## Discographie
- Jean-Henry d'Anglebert, Pièces de clavecin en manuscrits [BnF fonds conservatoire Rés. 89ter] - Paola Erdas, clavecin Louis Denis 1658 (La Chaux-de-Fonds, 12-14 mai 2006, Arcana A 337) (OCLC 590229981)